# جبل سيدلي
جبل سيدلي هو أعلى بركان خامد في القارة القطبية الجنوبية، وأحد القمم السبع البركانية، ويبلغ ارتفاع قمته 4,181–4,285 متر (13,717–14,058 قدم). وهوبركان درعي ضخم مغطى بالثلوج بشكل أساسي وهو أعلى الجبال البركانية الخمسة التي تشكل نطاق منطقة معاهدة القطب الجنوبي لأرض ماري بيرد.
اكتشف الجبل من قبل الأميرال ريتشارد إيفلين بيرد في رحلة جوية، 18 نوفمبر 1934، وسمّاه باسم مايبيل إي سيدلي، ابنة ويليام هورليك الذي كان مساهما في بعثة بيرد أنتاركتيكا 1933-1935. على الرغم من ارتفاعه، فإن موقع البركان البعيد للغاية يعني أنه غير معروف كثيرًا حتى في عالم تسلق الجبال مقارنة بجبل إريبس الذي يسهل الوصول إليه ، وهو ثاني أعلى بركان في القطب الجنوبي ويقع بالقرب من قواعد الولايات المتحدة ونيوزيلندا في جزيرة روس.
أول صعود مسجل لجبل سيدلي كان من قبل النيوزيلندي بيل أتكينسون في 11 يناير 1990، بينما كان يعمل في فريق ميداني علمي لبرنامج أنتاركتيكا بالولايات المتحدة .

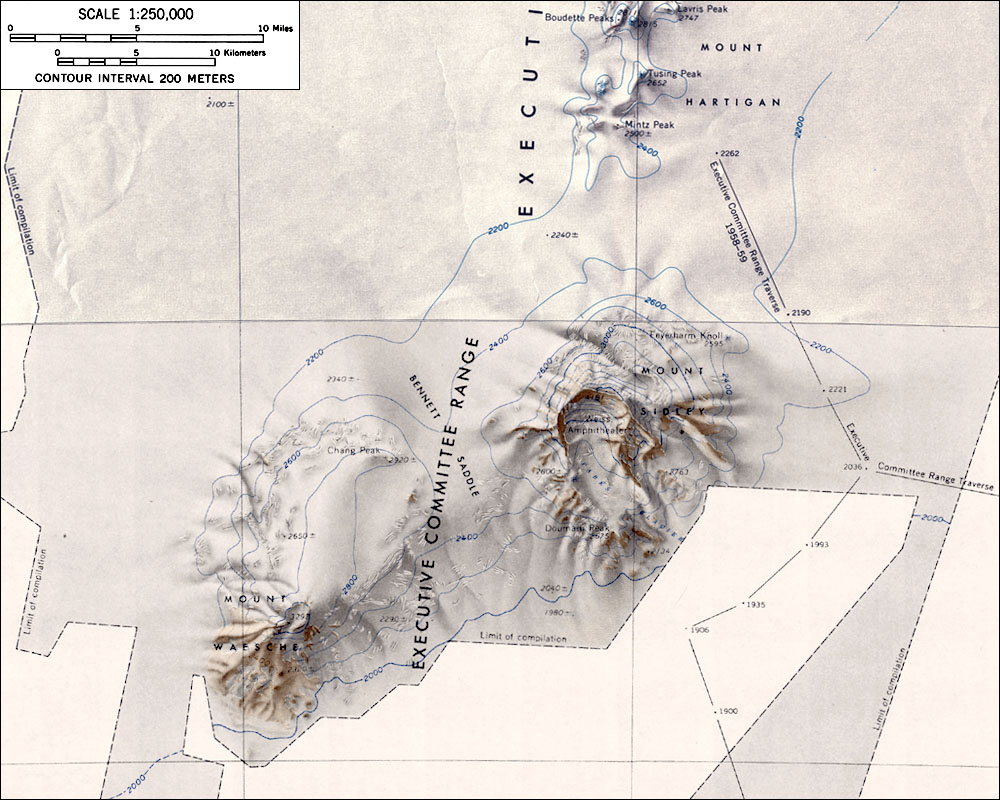
خريطة طبوغرافية لجبلي سيدلي ووايش (بمقياس 1: 250000)

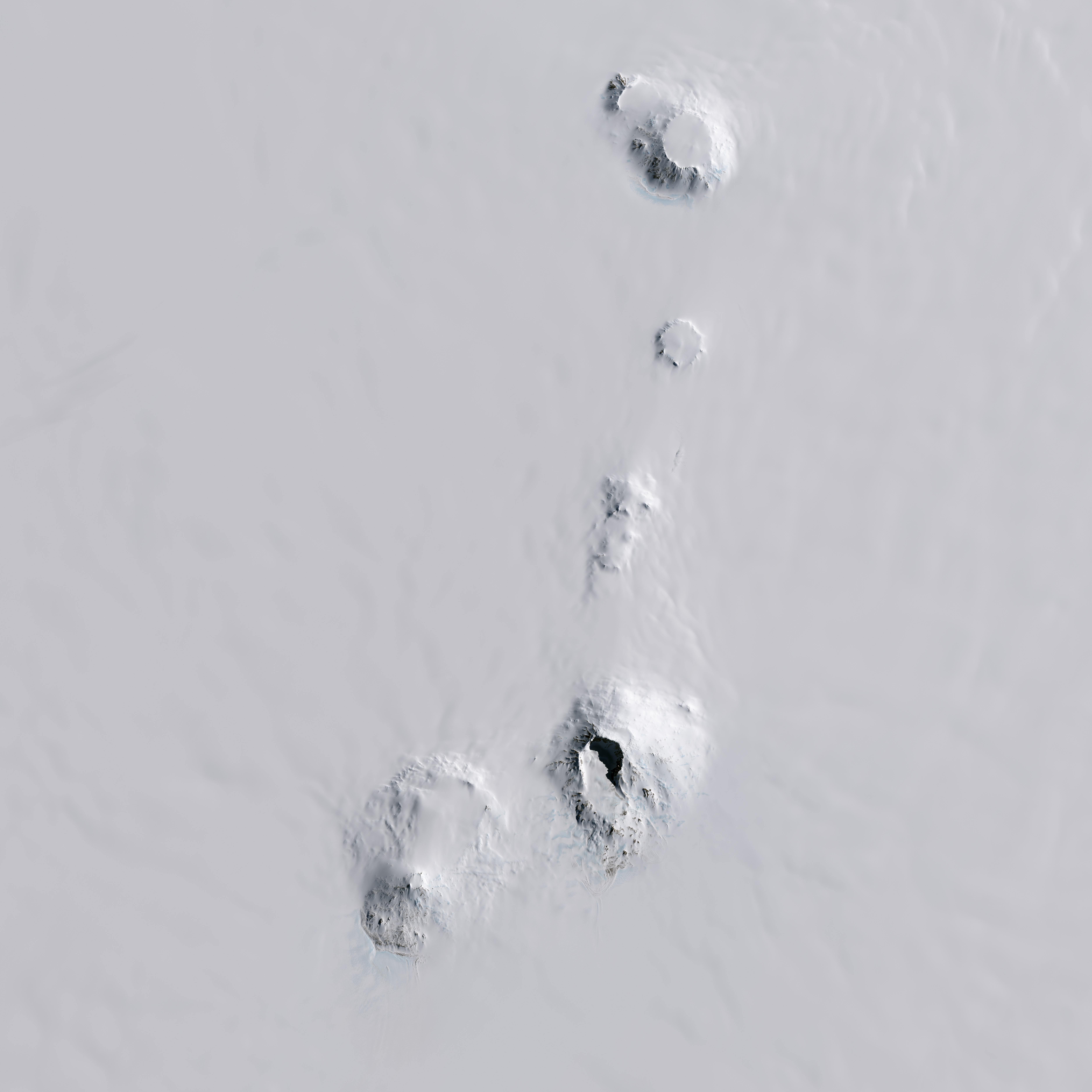
صورة لاندسات 8 لجبل سيدلي ومنطقة معاهدة القطب الجنوبي